# Le Corrupteur (film, 1971)
Pour les articles homonymes, voir Le Corrupteur.
Le Corrupteur (The Nightcomers) est un film britannique réalisé par Michael Winner en 1971. Par son récit le film constitue une préquelle au roman Le Tour d'écrou de Henry James.

## Synopsis
Dans une grande demeure bourgeoise, après la mort de leurs parents dans un accident, deux enfants, Flora et Miles, sont confiés aux soins d'une jeune gouvernante, Miss Jessel. Mais c'est surtout Quint, le domestique irlandais, qui peu à peu impose son autorité sur la maisonnée, et en particulier sur Miss Jessel, qui se soumet à sa perverse domination, en se laissant ligoter et fouetter. Dans le même temps, les enfants tombent également sous le charme diabolique du domestique.

## Fiche technique
- Titre : Le Corrupteur
- Titre original : The Nightcomers
- Réalisation : Michael Winner
- Scénario : Michael Hastings
- Production : Elliott Kastner et Michael Winner
- Musique : Jerry Fielding
- Photographie : Robert Paynter
- Montage : Michael Winner et Frederick Wilson
- Direction artistique : Herbert Westbrook
- Pays d'origine : Royaume-Uni
- Format : Couleurs - 1,85:1 - Mono - 35 mm
- Genre : Drame, thriller
- Durée : 96 minutes
- Date de sortie : 1971[1] ; France: 16 mars 1973

## Distribution
- Marlon Brando : Peter Quint
- Stephanie Beacham : Mlle Jessel
- Thora Hird : Mme Grose
- Harry Andrews : le maître de maison
- Verna Harvey : Flora
- Christopher Ellis : Miles
- Anna Palk : la nouvelle gouvernante

## Autour du film
- Tourné et sorti dans son pays d'origine (le Royaume-Uni) en 1971, le film précéda de peu le double triomphe commercial du Parrain et du Dernier Tango à Paris qui démentit subitement la réputation de « poison du box-office » de Brando.
- Le tournage s'est déroulé à Sawston, dans le comté de Cambridgeshire, et en particulier à Sawston Hall.
- Jennie Linden refusa le rôle principal féminin.
- Dans son autobiographie, Britt Ekland prétend que Michael Winner lui avait promis le rôle principal si elle l'aidait à trouver les finances pour le film.
- Jean Tulard souligne « l'atmosphère pesante et étouffante [du film] malgré les échappées dans la campagne anglaise et [la] présence écrasante de Marlon Brando. »[2]

## Distinctions
- Sélection à la Mostra de Venise 1971[3]
- Nomination au prix du meilleur acteur pour Marlon Brando, lors des BAFTA Awards en 1973.